# Saint-Georges-de-Rex
Saint-Georges-de-Rex is een gemeente in het Franse departement Deux-Sèvres (regio Nouvelle-Aquitaine) en telt 374 inwoners (1999). De plaats maakt deel uit van het arrondissement Niort.

## Geografie
De oppervlakte van Saint-Georges-de-Rex bedraagt 17,8 km², de bevolkingsdichtheid is 21,0 inwoners per km².
De onderstaande kaart toont de ligging van Saint-Georges-de-Rex met de belangrijkste infrastructuur en aangrenzende gemeenten.

## Demografie
Onderstaande figuur toont het verloop van het inwonertal (bron: INSEE-tellingen).